# Wartburg-Stadion
Das Wartburg-Stadion ist ein Fußballstadion mit Leichtathletikanlage in der thüringischen Stadt Eisenach. Die Heimstätte des Fußballvereins FC Eisenach befindet sich zusammen mit weiteren Sport- und Freizeiteinrichtungen nordwestlich des Stadtzentrums auf dem Gelände der Katzenaue am Fuße der Michelskuppe und unweit der Hörsel.

## Geschichte
Eingeweiht wurde das Wartburg-Stadion am 19. Juni 1955 anlässlich des 1. Kreisturn- und Sportfestes. Als Fußball- und Leichtathletikstadion ist es neben dem Rasenplatz mit einer Laufbahn sowie Sprung- und Wurfanlagen ausgestattet. Markant sind die Holztribüne und die aus Naturstein gemauerten Anlagen rechts und links davon mit dem Turm auf der Ostseite. Aufgrund der für die Zeit der Erbauung ungewöhnlichen Architektur wurde das Wartburg-Stadion im Januar 2009 in das Denkmalbuch des Freistaates Thüringen aufgenommen.

## Bauliche Entwicklung
Das Stadion wurde nach sechsjähriger Bauzeit am 19. Juni 1955 mit einem Volksfest feierlich eingeweiht. Es entstand im Rahmen des „Nationalen Aufbauwerkes“ unter Mithilfe zahlreicher ehrenamtlich tätiger Bürger Eisenachs, der Staat investierte 550.000 Mark. Das Stadion erhielt ausschließlich Stehplätze für die Zuschauer, sowohl auf der kleinen überdachten Tribüne, als auch auf den Traversen in den Kurven und auf der Gegengeraden.
In den 1990er Jahren wurden bauliche Mängel wie fehlende Stufen und lose Platten an den Stehrängen immer gravierender. Da für die dringend erforderliche Sanierung das Geld fehlte, wurden die Betonstufen in den Kurven und auf der Gegengeraden aufgrund der gegebenen Unfallgefahr schließlich 1999 abgerissen und diese Bereiche begrünt. Das Fassungsvermögen des Stadions, das vorher mit 15.000 bis 20.000 Stehplätzen angegeben war, sank dadurch rapide auf 4.520 Plätze, davon 139 Sitzplätze.
Im April 2002 wurde in einer Sitzung des Eisenacher Stadtrates mit der Vorlage einer Sportstättenentwicklungsplanung der Grundstein für die weitere Entwicklung des Stadions gelegt. Im Sommer 2003 erfolgte im ersten Bauabschnitt die Erneuerung der Weitsprunganlage – für weitere Arbeiten fehlte aber zunächst das Geld. Erst durch die Bewilligung von Fördermitteln aus dem Konjunkturpaket II konnte im Jahr 2010 der nächste Sanierungsschritt erfolgen. Im Zuge dessen entstanden vorrangig neue Leichtathletikanlagen, wobei die neuen Laufbahnen mit Tartan-Belag das Erscheinungsbild des Stadions am stärksten veränderten. Das Stadion verfügt heute über sechs Laufbahnen (400-Meter-Rundumlauf-Bahnen) sowie Kurzstreckenbahnen (100 Meter Sprint und 110 Meter Hürden), zwei Hochsprunganlagen, eine Kugelstoßanlage sowie weitere Anlagen für den Schul-, Vereins- und Freizeitsport. Seit der letzten Sanierung entspricht das Stadion einer Wettkampfanlage Typ B.

## Sportliche Höhepunkte
Nach der 1956 erfolgten Angleichung an das Kalenderjahr nach sowjetischem Vorbild wurde das Spieljahr des DDR-Fußballs 1961 wieder auf den alten Herbst-Frühjahr-Rhythmus umgestellt. Zum Übergang wurde die Saison 1961/62 in drei Runden gespielt: Die Mannschaften trafen im eigenen Stadion, im Stadion des Gegners und auf neutralem Platz aufeinander. Am 18. November 1961 war das Wartburg-Stadion daher Austragungsort eines Spiels der DDR-Oberliga; 8.000 Zuschauer sahen das 2:1 zwischen der BSG Motor Zwickau und dem SC Aufbau Magdeburg.
Auch einige internationale Vergleiche fanden im Wartburg-Stadion statt. Am 26. September 1967 sahen 14.000 Zuschauer das Spiel der B-Nationalmannschaften der DDR und Ungarn, das die DDR-Elf mit 2:1 gewann. Am 2. August 1971 besiegte die A-Nationalmannschaft der DDR vor 9.000 Zuschauern eine Auswahl des Irak in einem inoffiziellen Länderspiel mit 11:0. Knapp neun Jahre später spielte die DDR-Juniorenauswahl hier gegen Bulgarien 3:0. Eisenach war 1990 Spielort der U-16-Fußball-Europameisterschaft. Am 19. Mai fand hier das Spiel der Vertretungen Dänemarks und Nordirlands statt, das die Dänen mit 6:0 gewannen.
Die Leichtathletik-Ländermannschaften der CSSR und der DDR standen sich im Juli 1983 im Wartburgstadion gegenüber.
Im Mai 1988 wurden die DDR-Meisterschaften im Bogenschießen ausgetragen.
Das vorerst letzte große Ereignis im Wartburg-Stadion war das Freundschaftsspiel des Bundesligisten Borussia Mönchengladbach gegen den SV Wartburgstadt Eisenach am 26. Mai 1993 vor 2700 Zuschauern, bei dem die Eisenacher mit 6:2 unterlagen.

## Galerie

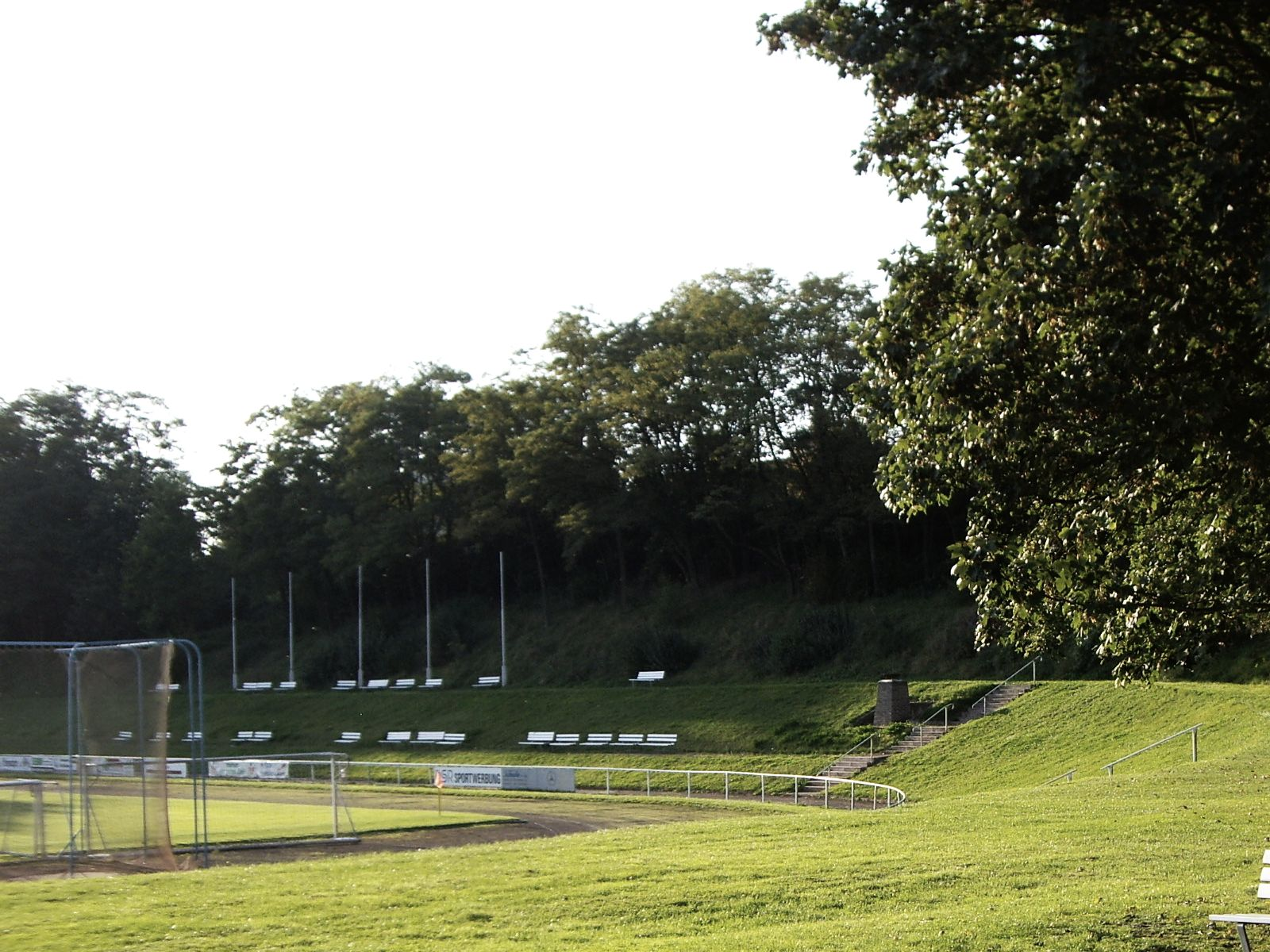
Blick auf die Gegengerade
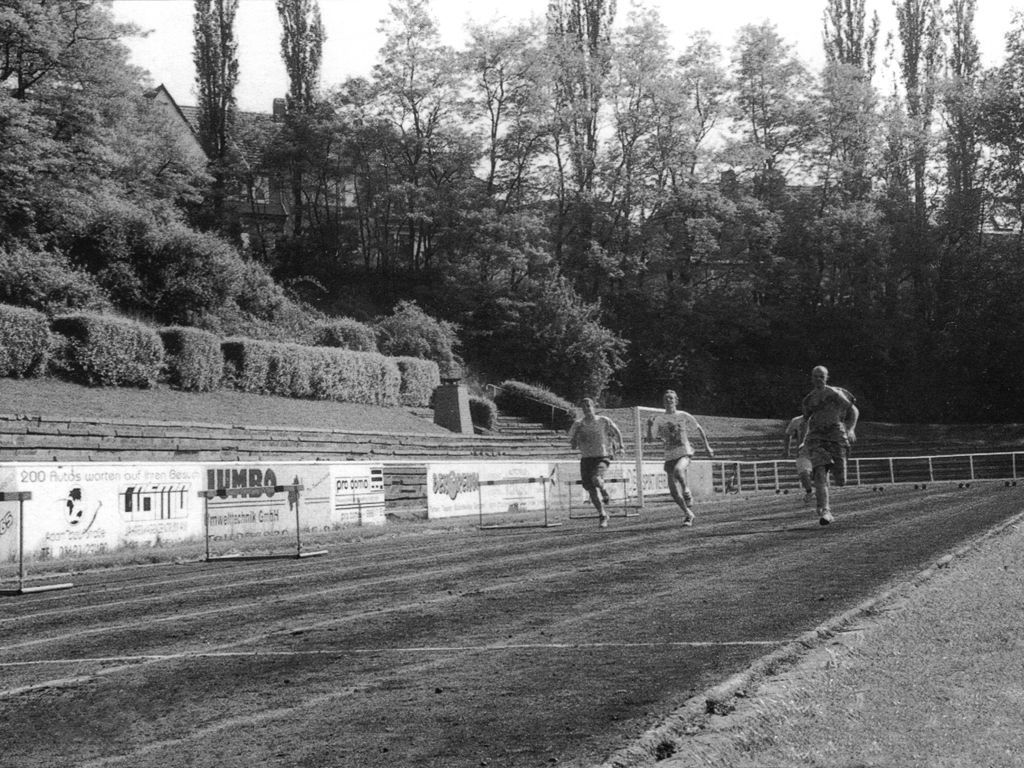
Gegengerade mit Stehrängen 1996
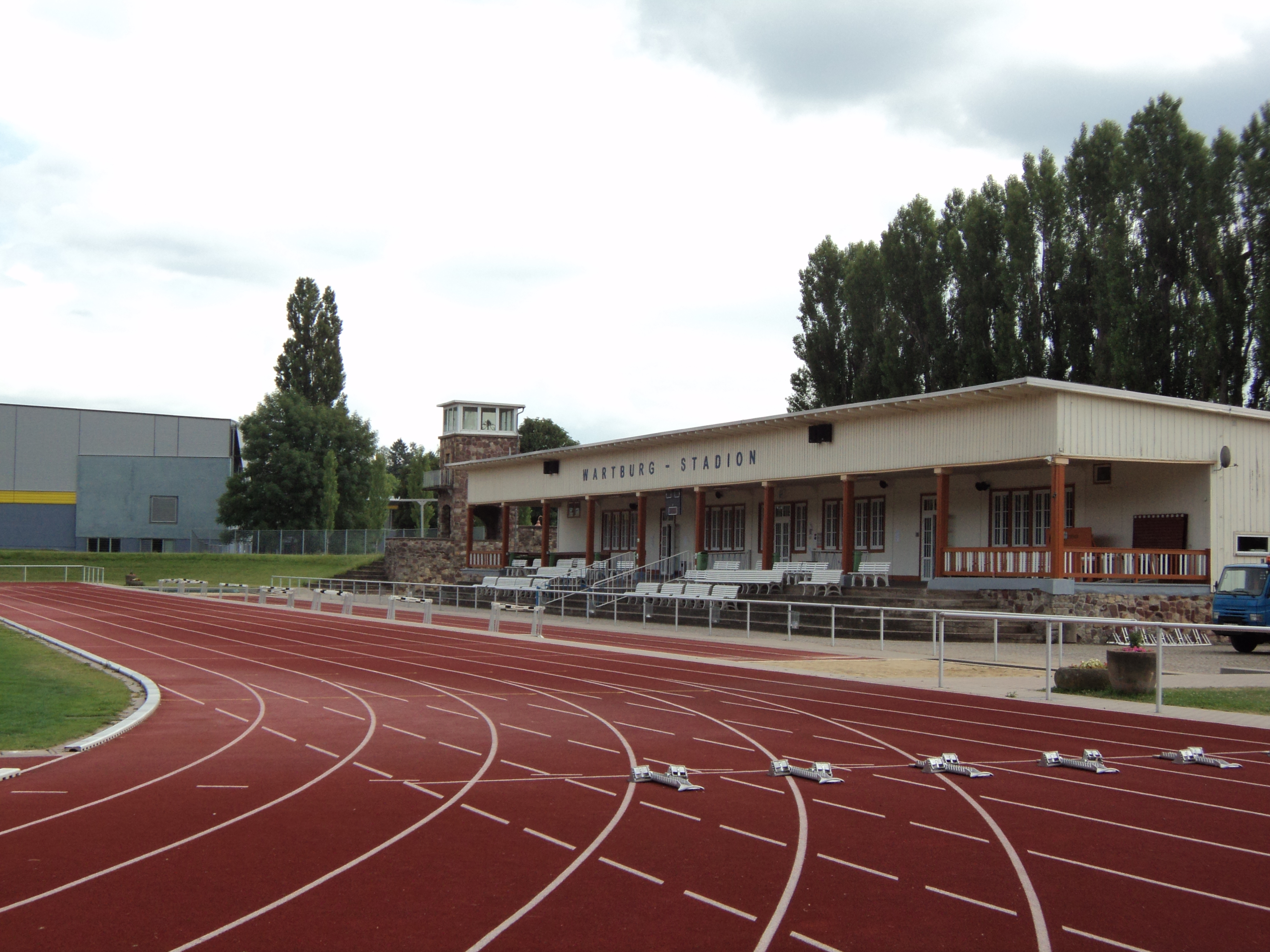
Tribüne, 2014
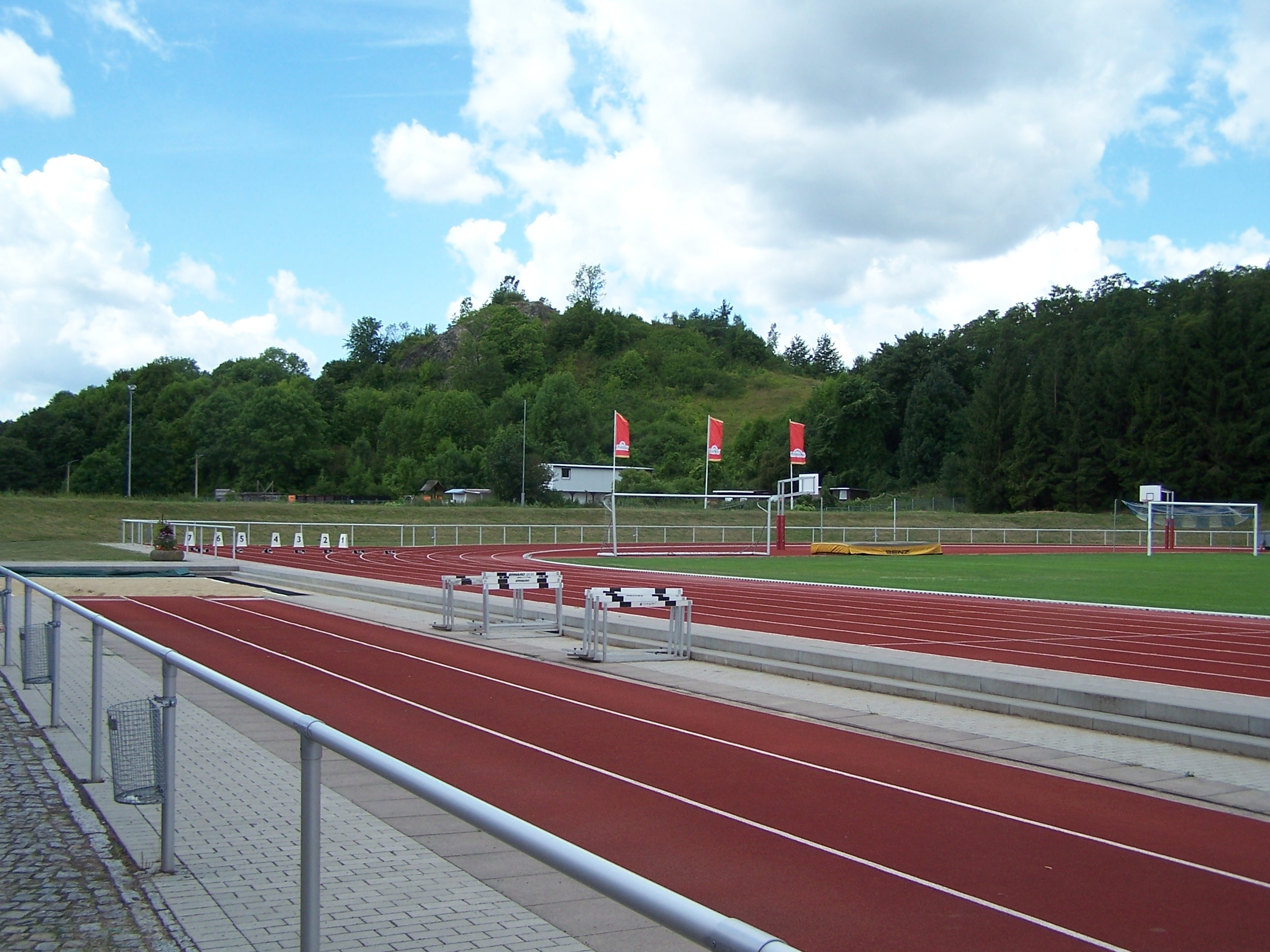
Leichtathletikanlagen